# Королевское правительство национального единства Камбоджи
Короле́вское прави́тельство национа́льного еди́нства Камбо́джи (фр. Gouvernement royal d'union nationale du Cambodge ou Gouvernement, GRUNK, кхмер. រាជរដ្ឋាភិបាលរួបរួមជាតិកម្ពុជា) — правительство в изгнании, созданное Нородомом Сиануком вскоре после переворота 1970 года. Располагалось в Пекине. Сформировано 5 мая 1970 года на первом съезде ЦК НЕФК. Объединяло сторонников принца Сианука, социалистов Кхмер Румдо и Красных Кхмеров Пол Пота. 
В подчинении правительства находились Народные национально-освободительные вооружённые силы — вооруженные силы повстанцев, в которых преобладали Красные кхмеры. Номинальным главой государства в изгнании был Нородом Сианук, премьер-министром — Пенн Нут, главой вооруженных сил — Кхиеу Сампхан.
Во время гражданской войны в Камбодже 1970—1975 гг. вело вооруженную борьбу против проамериканского режима Лон Нола. С мая 1975 по апрель 1976 года формально было правительством восстановленного Королевства Камбоджа. Получило широкое[уточнить] дипломатическое признание, преимущественно со стороны стран соцлагеря.
Расформировано в 1976 году после провозглашения Демократической Кампучии.

## Формирование
3—4 мая 1970 года в Пекине прошел первый съезд Национального единого фронта Камбоджи (НЕФК), на котором был учрежден Центральный Комитет (ЦК) и его Политбюро, а также одобрена политическая программа Фронта. На этом же съезде было сформировано Королевское правительство национального единства Камбоджи (КПНЕК). Председателем НЕФК был избран Нородом Сианук, а пост премьер-министра КПНЕК занял один из его ближайших соратников — Пенн Нут. Уже на следующий день руководство КНР объявило о признании КПНЕК «как единственно законного правительство камбоджийского народа»..

## Состав
| Занимаемая должность                                                | Персона | Персона             | Срок полномочий | Срок полномочий | Комментарий                                                                                       |
| Занимаемая должность                                                | Персона | Персона             | Начало          | Конец           | Комментарий                                                                                       |
| ------------------------------------------------------------------- | ------- | ------------------- | --------------- | --------------- | ------------------------------------------------------------------------------------------------- |
| Премьер-министр                                                     |         | Пенн Нут            | 5 мая 1970      | 4 апреля 1976   | [ 2 ]                                                                                             |
| Премьер-министр                                                     |         | Кхиеу Сампхан и. о. | 4 апреля 1976   | 14 апреля 1976  |                                                                                                   |
| Министр национальной обороны Вице-премьер — с августа 1970          |         | Кхиеу Сампхан       | 5 мая 1970      | Неизвестно      | [ 2 ]                                                                                             |
| Замминистра национальной обороны                                    |         | Конг Содип          | Неизвестно      | Неизвестно      | [ 2 ]                                                                                             |
| Министр-делегат при председательстве совета министров               |         | Кьет Чхон           | 1970            | 1975            | [ 3 ]                                                                                             |
| Министр иностранных дел                                             |         | Сарин Чак           | 5 мая 1970      | 14 апреля 1976  | Пропал без вести по возвращении в Камбоджу вскоре после победы Красных Кхмеров в апреле 1975 года |
| Замминистра иностранных дел                                         |         | Пок Деускомар       | август 1970     | Неизвестно      | [ 2 ]                                                                                             |
| Министр информации и пропаганды                                     |         | Ху Ным              | 5 мая 1970      | 14 апреля 1976  | [ 2 ]                                                                                             |
| Замминистра информации и пропаганды                                 | Тыв Оль | август 1970         | Неизвестно      | [ 2 ]           |                                                                                                   |
| Министр внутренних дел, коммунальных реформ и кооперативов          |         | Ху Юн               | 5 мая 1970      | 14 апреля 1976  |                                                                                                   |
| Замминистра внутренних дел и национальной безопасности              |         | Сок Туок            | Неизвестно      | Неизвестно      | [ 2 ]                                                                                             |
| Министр экономики и финансов                                        |         | Тыунн Мумм          | 5 мая 1970      | Неизвестно      | [ 2 ]                                                                                             |
| Министр экономики и финансов                                        |         | Кой Тхуон           | октябрь 1975    | 14 апреля 1976  | Назначен министром уже после прихода к власти Красных Кхмеров                                     |
| Замминистра экономики и финансов                                    |         | Кой Тхуон           | Неизвестно      | октябрь 1975    | [ 2 ]                                                                                             |
| Министр по особым поручениям                                        |         | Чау Сенг            | 5 мая 1970      | Неизвестно      | [ 2 ]                                                                                             |
| Министр по координации борьбы за национальное освобождение          |         | Тыунн Прасит        | 1970            | Неизвестно      | [ 2 ]                                                                                             |
| Министр народного образования и молодежи                            |         | Чан Юран            | 5 мая 1970      | Неизвестно      | [ 2 ]                                                                                             |
| Замминистра народного образования и молодежи                        |         | Иенг Тирит          | август 1970     | Неизвестно      | [ 2 ]                                                                                             |
| Министр военной техники и вооружения                                |         | Дуонг Самоль        | 5 мая 1970      | 14 апреля 1976  | [ 2 ]                                                                                             |
| Министр юстиции и правовых реформ                                   |         | Чеа Сан             | 5 мая 1970      | Неизвестно      | [ 2 ]                                                                                             |
| Министр юстиции и правовых реформ                                   |         | Нородом Пхуриссара  | 3 декабря 1973  | 14 апреля 1976  |                                                                                                   |
| Министр транспорта и телекоммуникаций                               |         | Тоуть Пхыан         | Неизвестно      | Неизвестно      |                                                                                                   |
| Министр общественных работ, телекоммуникаций и реконструкции        |         | Уот Самбат          | Неизвестно      | Неизвестно      | [ 2 ]                                                                                             |
| Министр общественного здравоохранения, религии и социальных дел     |         | Нго Ху              | Неизвестно      | Неизвестно      | [ 2 ]                                                                                             |
| Замминистра общественного здравоохранения, религии и социальных дел |         | Чу Чет              | Неизвестно      | Неизвестно      | [ 2 ]                                                                                             |
| Министр здравоохранения                                             |         | Тыунн Тыеун         | Неизвестно      | 14 апреля 1976  |                                                                                                   |
| 1.                                                                  |         |                     |                 |                 |                                                                                                   |

## Международно-правовой статус

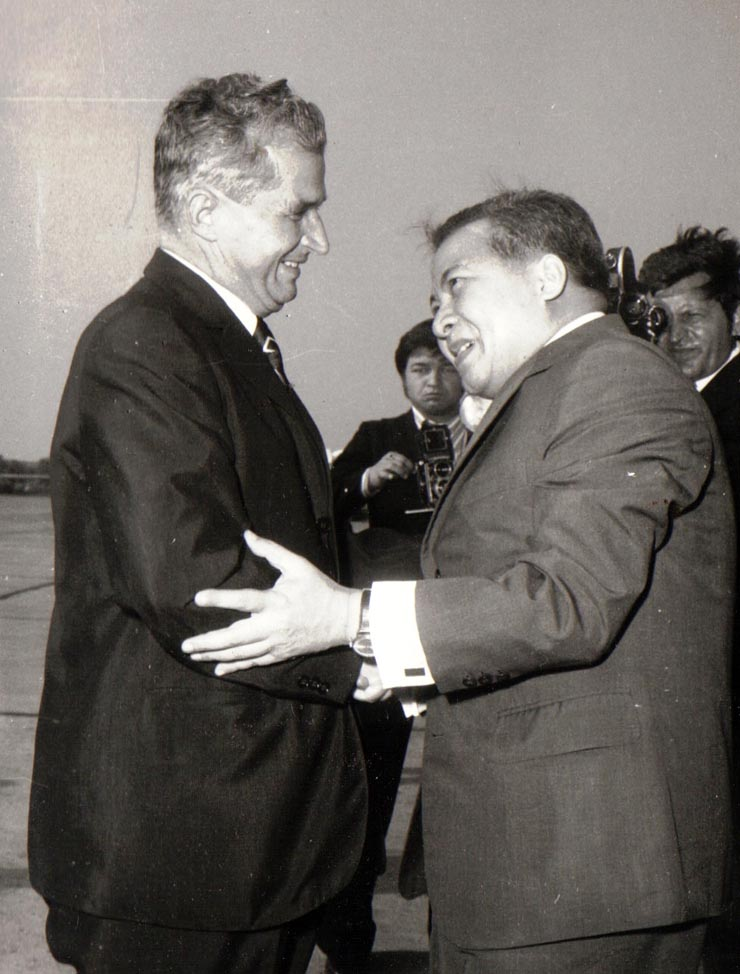
Нородом Сианук на встрече с президентом Румынии — Николае Чаушеску. 1974 год

Мировое сообщество с сочувствием отнеслось к НЕФК, а Нородома Сианука многие государства считали единственным законным представителем камбоджийского народа. Дискуссии по этому поводу проходили и в ООН. По состоянию на 28 сентября 1973 года 47 стран-членов ООН признавали КНПЕК, остальные же 53 поддерживали отношения с правительством Кхмерской Республики.

### Признававшие КПНЕК

#### Государства-члены ООН
1. Афганистан
2. Албания
3. Алжир
4. Бурунди
5. Верхняя Вольта
6. Габон
7. Гайана
8. Гамбия
9. Гвинея
10. Заир
11. Замбия
12. Ирак
13. Камерун
14. КНДР
15. Китай — 5 мая 1970 года
16. Куба
17. Ливия
18. Мадагаскар
19. Мали
20. Мальта
21. Мавритания
22. Марокко
23. Нигер
24. Южный Йемен
25. ОАЭ
26. ОАР (до 1971)
27. Оман
28. Пакистан
29. Республика Дагомея
30. Республика Конго
31. Румыния
32. Северный Йемен
33. Северный Вьетнам
34. Сенегал
35. Сирия
36. Сомали
37. СССР — 1973
38. Судан
39. Танзания
40. Того
41. Тунис
42. Уганда
43. ЦАР
44. Чад — 10 марта 1973[5]
45. Чили (до 1973)
46. Экваториальная Гвинея
47. Югославия

#### Военизированные группировки
1. Вьетконг
2. Палестинский фронт освобождения
3. Патет Лао

#### Международные организации
- ООН — 29 ноября 1974 года[6]

### Признававшие правительство Кхмерской Республики

#### Государства-члены ООН
1. Австралия
2. Бирма
3. Великобритания
4. ГДР
5. Израиль
6. Индия
7. Индонезия
8. Китайская Республика
9. Лаос (до 1975)
10. Малайзия
11. Польша
12. Республика Корея
13. Сингапур
14. Таиланд
15. СССР (до 1973)
16. США
17. Филиппины
18. Франция
19. ФРГ
20. Чехословакия
21. Южный Вьетнам (до 1975)
22. Япония